# Ostívar
Juan Jesús Ostívar Lorea (Peralta, 30 de enero de 1950) es un exfutbolista y exentrenador español que se desempeñaba como delantero.

## Clubes
| Club          | País   | Año       |
| ------------- | ------ | --------- |
| C. A. Osasuna | España | 1969-1978 |
| Levante U. D. | España | 1979-1980 |